# Ronchères (Yonne)
Ronchères is een gemeente in het Franse departement Yonne (regio Bourgogne) en telt 108 inwoners (2009). De oppervlakte bedraagt 11,33 km², de bevolkingsdichtheid is dus 9,5 inwoners per km².

## Demografie
Onderstaande figuur toont het verloop van het inwonertal (bron: INSEE-tellingen).
1. ↑  Populations de référence 2022.